# Úšava
Úšava je vesnice, část obce Staré Sedliště v okrese Tachov v Plzeňském kraji. Nachází se asi dva kilometry západně od Starého Sedliště. Prochází zde silnice II/198. Je zde evidováno 53 adres. V roce 2011 zde trvale žilo 141 obyvatel.
Úšava je také název katastrálního území o rozloze 5,53 km².

## Historie
První písemná zmínka o vesnici pochází z roku 1353.

## Obyvatelstvo
| Rok            | 1869 | 1880 | 1890 | 1900 | 1910 | 1921 | 1930 | 1950 | 1961 | 1970 | 1980 | 1991 | 2001 | 2011 | 2021 |
| -------------- | ---- | ---- | ---- | ---- | ---- | ---- | ---- | ---- | ---- | ---- | ---- | ---- | ---- | ---- | ---- |
| Počet obyvatel | 317  | 362  | 315  | 309  | 335  | 312  | 335  | 221  | 181  | 195  | 172  | 136  | 132  | 141  | 176  |
| Počet domů     | 54   | 58   | 59   | 64   | 63   | 61   | 82   | 71   | 71   | 48   | 47   | 48   | 47   | 51   | 65   |

## Obecní správa
Při sčítání lidu v letech 1850–1959 Úšava byla samostatnou obcí v okrese Tachov. Od roku 1960 je částí obce Staré Sedliště v okrese Tachov.